# چکاوک بیشه زنگاری
چکاوک بیشه زنگاری (نام علمی: Mirafra rufa) نام یک گونه از سرده جل‌ها است.